# Homesick (Noah Kahan)
Homesick is een nummer van de Amerikaanse singer-songwriter Noah Kahan uit 2024, afkomstig van zijn album Stick Season. Voor zijn digitale album Stick Season (Forever) nam hij een versie op met de Britse zanger Sam Fender, die als inspiratiebron dient voor Kahan.

## Achtergrondinformatie
De titel "Homesick" is dubbelzinnig. Kahan zingt dat hij verlangt naar zijn thuis, de Amerikaanse staat New England, maar dat hij zijn thuisstaat tegelijkertijd zat is. Hij wil New England verlaten, maar kan geen enkele reden vinden om dat te doen. In de tekst van "Homesick" reflecteert Kahan op zijn leven in een klein stadje in New England, waarbij hij waardering voor de geschiedenis en het gemeenschapsgevoel in evenwicht brengt met frustratie over de beperkte mogelijkheden en stagnatie in zijn thuisstad. Kahan legt uit hoe het is om te leven op een plek waar je graag weg wil, en praat over hoe de herhaling van het leven op dezelfde plek hem moe maakt, met onder andere de pessimistische weersomstandigheden, en toeristen die alleen in de zomer komen.
"Homesick" bereikte in de originele versie geen hitlijsten. De duetversie met Sam Fender bereikte de Amerikaanse Billboard Hot 100 niet, maar kwam in het Verenigd Koninkrijk op de 5e positie terecht. In het Nederlandse taalgebied werden geen hitlijsten gehaald.

## Tracklijst
Muziekdownload
1. "Homesick" - 3:14